# Snowflake (средство обхода интернет-цензуры)
Snowflake (с англ. — «снежинка») — программное обеспечение, предназначенное для обхода блокировок сети Tor. Доступ к Tor, в свою очередь, может быть использован для доступа к заблокированным сайтам и сервисам.
Для публичного использования предназначено два компонента Snowflake — клиент и прокси. Клиент Snowflake предназначен непосредственно для обхода блокировки Tor. Клиент Snowflake встроен в Tor Browser, Orbot и браузер Brave. Прокси компонент предназначен для волонтёров, уже имеющих прямой доступ к сети Tor, и желающих помочь клиентам обойти блокировку Tor. Прокси компонент распространяется в виде расширения для браузера, в комплекте с Orbot, а также нативного приложения для ПК и выделенных серверов. Клиенты Snowflake подключаются к сети Tor через прокси Snowflake, в чём и заключается принцип работы данного ПО.
По состоянию на март 2024, в среднем Snowflake единовременно пользуются 35 000 пользователей, и средний дневной трафик составляет 29 терабайт. Количество уникальных IP-адресов прокси составляет около 140 000.

## Принцип работы и особенности
В отличие от стандартных прокси и VPN серверов, для запуска прокси Snowflake не требуются постоянный выделенный IP-адрес или проброс портов, благодаря использованию ICE (в данном случае WebRTC). Простота создания прокси обеспечивает их множественность, что, в свою очередь, усложняет блокировку Snowflake путём блокировки отдельных IP-адресов, на которых работают прокси.
Однако, в силу специфики ICE, для инициализации прямого подключения между клиентом и прокси, им требуется предварительно обменяться двумя (по одному с каждой стороны) небольшими сообщениями с информацией друг о друге (в частности собственными IP-адресами и TCP / UDP портами) через централизованного посредника. Процесс обмена такими сообщениями называется «рандеву» (англ. rendezvous). В качестве посредника выступает так называемый Snowflake брокер. В силу своей централизованности, посредник может быть легко заблокирован цензором, поэтому доступ клиента к посреднику осуществляется через другие средства обхода блокировок, такие как domain fronting, AMP cache, Amazon SQS.
Брокер, несмотря на свою доступность через другие средства обхода блокировок, не обеспечивает клиентам непосредственного доступа к сети Tor. Нагрузка распределяется между Snowflake прокси. Прокси далее перенаправляет трафик клиента на т.н. «мост» (другое название: «сервер») Snowflake, который и выступает в роли входного (начального) узла цепочки Tor в её классическом понимании, и, соответственно, конечного узла Snowflake.
По состоянию на 2024, прокси Snowflake могут перенаправлять трафик только на адреса из весьма ограниченного белого списка. Основная причина для такого ограничения — избежание использования Snowflake для DDoS и другого злоупотребления. Ведутся дискуссии о добавлении возможности для прокси подключаться к произвольным (на выбор клиента) адресам с целью улучшения децентрализованности и возможности использования Snowflake в качестве общего инструмента обхода цензуры, а не только лишь для доступа к Tor.

## Использование

### ВРоссии
В России Snowflake как средство обхода цензуры начала использоваться сразу после блокировки Tor в декабре 2021. Среднее количество единовременных пользователей Snowflake с изначальных ~400 на начало декабря достигло ~15 000 в феврале-марте 2022.
После начала замедления YouTube в России количество клиентских запросов выросло с ~500 000 в день на 20 июля до ~1 000 000 на 8 августа..

### ВИране
В Иране Snowflake получила первую популярность в начале протестов, начавшихся в сентябре 2022. С 20 по 24 сентября количество пользователей Snowflake из Ирана выросло с 1% до 67% от общего числа пользователей Snowflake и составило более 60 000.